# Őszapókaktusz
Az őszapókaktusz (Cephalocereus) nemzetségbe hatalmas, orgonasípszerűen növekedő oszlopkaktuszok tartoznak. Nevét onnan kapta, hogy a törzsét beborító serteszőrök hosszú, fehér hajtömegre emlékeztetnek.

## Jellemzői
Oszlopos vagy bokros termetű, nem, vagy csak kevéssé elágazó, esetenként a 10–12 m magasságot is eléri. Szárán 12–30 borda fut végig, areoláin kevés, szalmasárga vagy szürkés tövis és 20–30 hosszú, fehér, hajszerű sertetövis fejlődik.
A virágzóképes növényeken féloldalas vagy gyűrű alakú cephalium (’kefálium’) fejlődik. Ez a dús, gyapjas szőrzet az öregebb példányokon már az egész csúcsrészt kucsmaszerűen beburkolja.
Virágai a csúcshoz közel, a fiatalabb areolákból nőnek ki. Középnagy, széles tölcsér alakú, fehér vagy rózsaszín virágainak csöve barnásan gyapjas. Belső szirmai halványsárgák, a külsők rózsaszínűek, és ilyenek a bimbók.
Termése tojásdad, fehér vagy vörös pulpájú bogyó. Magvai fénylő feketék.

## Életmódja
Virágai éjjel nyílnak, és hajnalra el is hervadnak.

## Elterjedése
Mexikó, a Mexikói-fennsík száraz bozótos társulásai.

## Rokonsági viszonyok és fajok
Korábban ebbe a nemzetségbe sorolták Közép-Amerika összes orgonasíp alakú, serteszőröket viselő oszlopkaktuszát; ezek többsége mára a Pilosocereus nemzetségbe (Cereeae) került át. Ma mindössze három elismert faj tartozik ide, bár egyes, új molekuláris genetikai munkák (Cactus and Succulent Journal 31; 2005) szerint a nemzetségbe alighanem be kell olvasztani a mai Neobuxbaumia fajokat is.
A három faj:
- Cephalocereus apicicephalium Daws (1948)
- Cephalocereus columna-trajani (Pfeiffer) K. Schumann (1897)
- őszapófej (Cephalocereus senilis) (Haworth) Pfeiffer (1838)

## Források

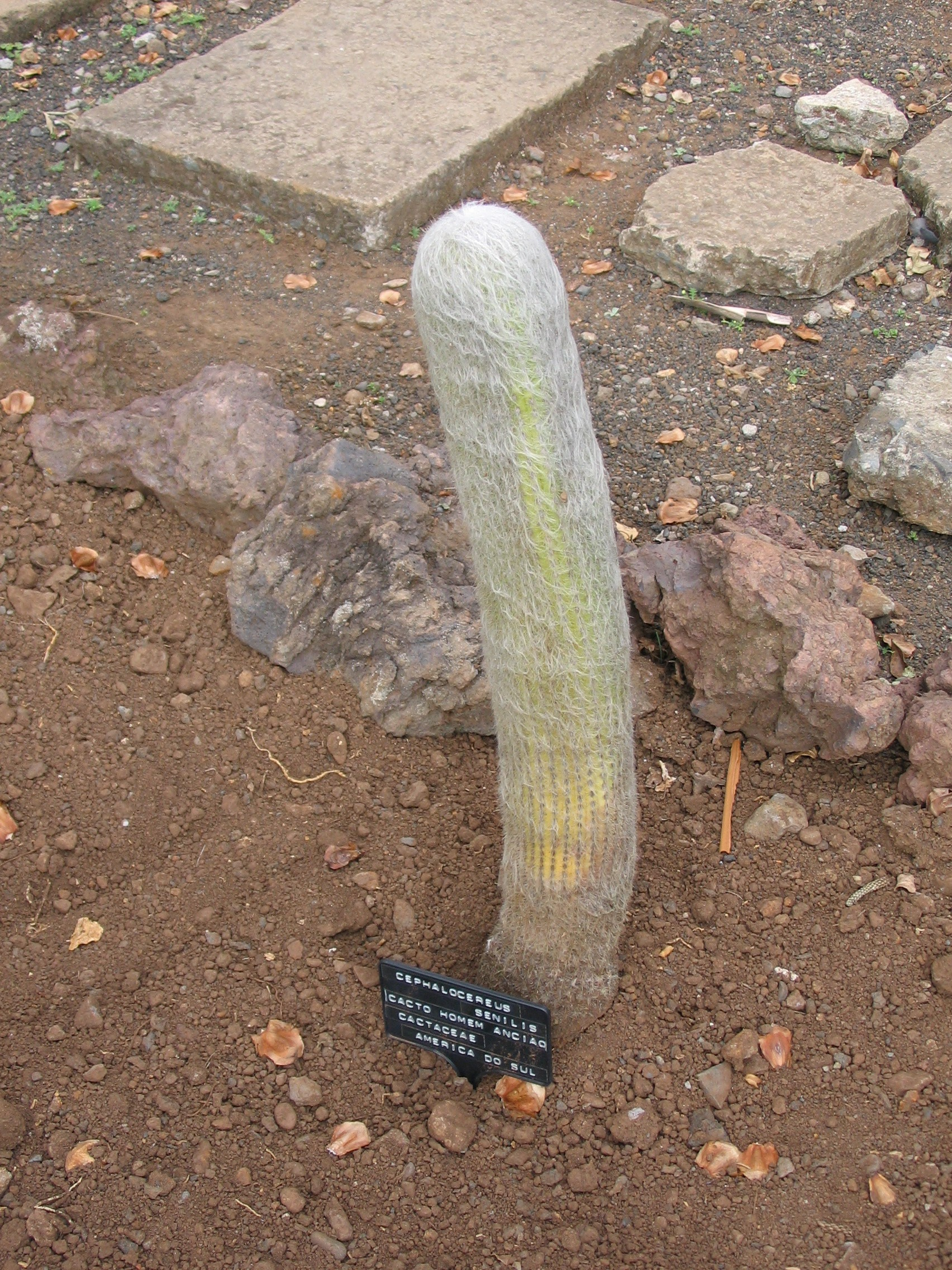
Cephalocereus senilis (Madeira, Funchal, Botanikus Kert)